# Serebrjanaja
La Serebrjanaja (in russo Серебряная?) è un fiume della Russia europea orientale (Territorio di Perm' e oblast' di Sverdlovsk), affluente di destra della Čusovaja (bacino idrografico della Kama).
Il fiume ha origine alle pendici del monte Podpora sul versante occidentale degli Urali centrali; scorre dapprima in direzione meridionale, poi sud-occidentale attraversando il villaggio di Serebrjanka. Sfocia nella Čusovaja a 179 km dalla foce. Il fiume ha una lunghezza di 147 km, il suo bacino è di 1 240 km².
Secondo alcune versioni, il cosacco Ermak, nella sua campagna in Siberia nel 1582, risalì dalla Čusovaja lungo questo fiume.